# Miriam Oremans
Miriam Oremans (ur. 9 września 1972) – tenisistka holenderska, wicemistrzyni olimpijska w deblu w 2000.
Karierę zawodową rozpoczęła w 1989 roku. W rozgrywkach cyklu WTA osiągnęła pięć finałów w grze pojedynczej i dwanaście w grze podwójnej, z czego wygrała trzy (jeden z nich w parze z Justine Henin-Hardenne). W 1992 roku dotarła do finału gry mieszanej na Wimbledonie (w parze z Jacco Eltinghem). Jej największym sukcesem jest srebrny medal na igrzyskach olimpijskich w Sydney w grze deblowej w parze z Kristie Boogert.

## Finały turniejów WTA
| Legenda                | Legenda |
| ---------------------- | ------- |
| Wielki Szlem           |         |
| Igrzyska olimpijskie   |         |
| WTA Tour Championships |         |
| 1988 – 2008            |         |
| Kategoria I            |         |
| Kategoria II           |         |
| Kategoria III          |         |
| Kategoria IV           |         |
| Kategoria V            |         |

### Gra pojedyncza 5 (0-5)
| Końcowy wynik | Nr | Data                 | Turniej          | Nawierzchnia | Przeciwniczka        | Wynik finału  |
| ------------- | -- | -------------------- | ---------------- | ------------ | -------------------- | ------------- |
| Finalistka    | 1. | 19 czerwca 1993      | Eastbourne       | Trawiasta    | Martina Navrátilová  | 6:2, 2:6, 3:6 |
| Finalistka    | 2. | 22 czerwca 1997      | Rosmalen         | Trawiasta    | Ruxandra Dragomir    | 7:5, 2:6, 4:6 |
| Finalistka    | 3. | 22 czerwca 1997      | ’s-Hertogenbosch | Trawiasta    | Julie Halard-Decugis | 3:6, 4:6      |
| Finalistka    | 4. | 29 października 2000 | Bratysława       | Twarda       | Dája Bedáňová        | 1:6, 7:5, 3:6 |
| Finalistka    | 5. | 17 czerwca 2001      | Birmingham       | Trawiasta    | Nathalie Tauziat     | 3:6, 5:7      |

### Gra podwójna 12 (3-9)
| Końcowy wynik | Nr | Data                | Turniej          | Nawierzchnia    | Partnerka        | Przeciwniczki                            | Wynik finału  |
| ------------- | -- | ------------------- | ---------------- | --------------- | ---------------- | ---------------------------------------- | ------------- |
| Zwyciężczyni  | 1. | 16 lutego 1992      | Linz             | Dywanowa (hala) | Monique Kiene    | Claudia Porwik Raffaella Reggi           | 6:4, 6:2      |
| Finalistka    | 1. | 28 maja 1995        | Strasburg        | Ceglana         | Sabine Appelmans | Lindsay Davenport Mary Joe Fernández     | 2:6, 3:6      |
| Finalistka    | 2. | 25 maja 1996        | Madryt           | Ceglana         | Sabine Appelmans | Jana Novotná Arantxa Sánchez Vicario     | 6:7, 2:6      |
| Finalistka    | 3. | 6 października 1996 | Lipsk            | Dywanowa (hala) | Sabine Appelmans | Kristie Boogert Nathalie Tauziat         | 4:6, 4:6      |
| Finalistka    | 4. | 29 marca 1997       | Key Biscayne     | Twarda          | Sabine Appelmans | Arantxa Sánchez Vicario Natalla Zwierawa | 2:6, 3:6      |
| Zwyciężczyni  | 2. | 15 lutego 1998      | Paryż            | Twarda          | Sabine Appelmans | Anna Kurnikowa Łarysa Sawczenko-Neiland  | 1:6, 6:3, 7:6 |
| Zwyciężczyni  | 3. | 20 czerwca 1998     | ’s-Hertogenbosch | Trawiasta       | Sabine Appelmans | Yayuk Basuki Caroline Vis                | 6:7, 7:6, 7:6 |
| Finalistka    | 5. | 1 października 2000 | Sydney           | Twarda          | Kristie Boogert  | Serena Williams Venus Williams           | 1:6, 1:6      |
| Finalistka    | 6. | 18 lutego 2001      | Ad-Dauha         | Twarda          | Kristie Boogert  | Sandrine Testud Roberta Vinci            | 5:7, 6:7      |
| Finalistka    | 7. | 19 maja 2001        | Antwerpia        | Ceglana         | Kristie Boogert  | Els Callens Virginia Ruano Pascual       | 3:6, 6:3, 4:6 |
| Finalistka    | 8. | 23 czerwca 2001     | ’s-Hertogenbosch | Trawiasta       | Kim Clijsters    | Ruxandra Dragomir Nadieżda Pietrowa      | 6:7, 7:6, 4:6 |
| Finalistka    | 9. | 5 stycznia 2002     | Gold Coast       | Twarda          | Åsa Svensson     | Justine Henin Meghann Shaughnessy        | 1:6, 6:7      |